# Jedburgh Abbey

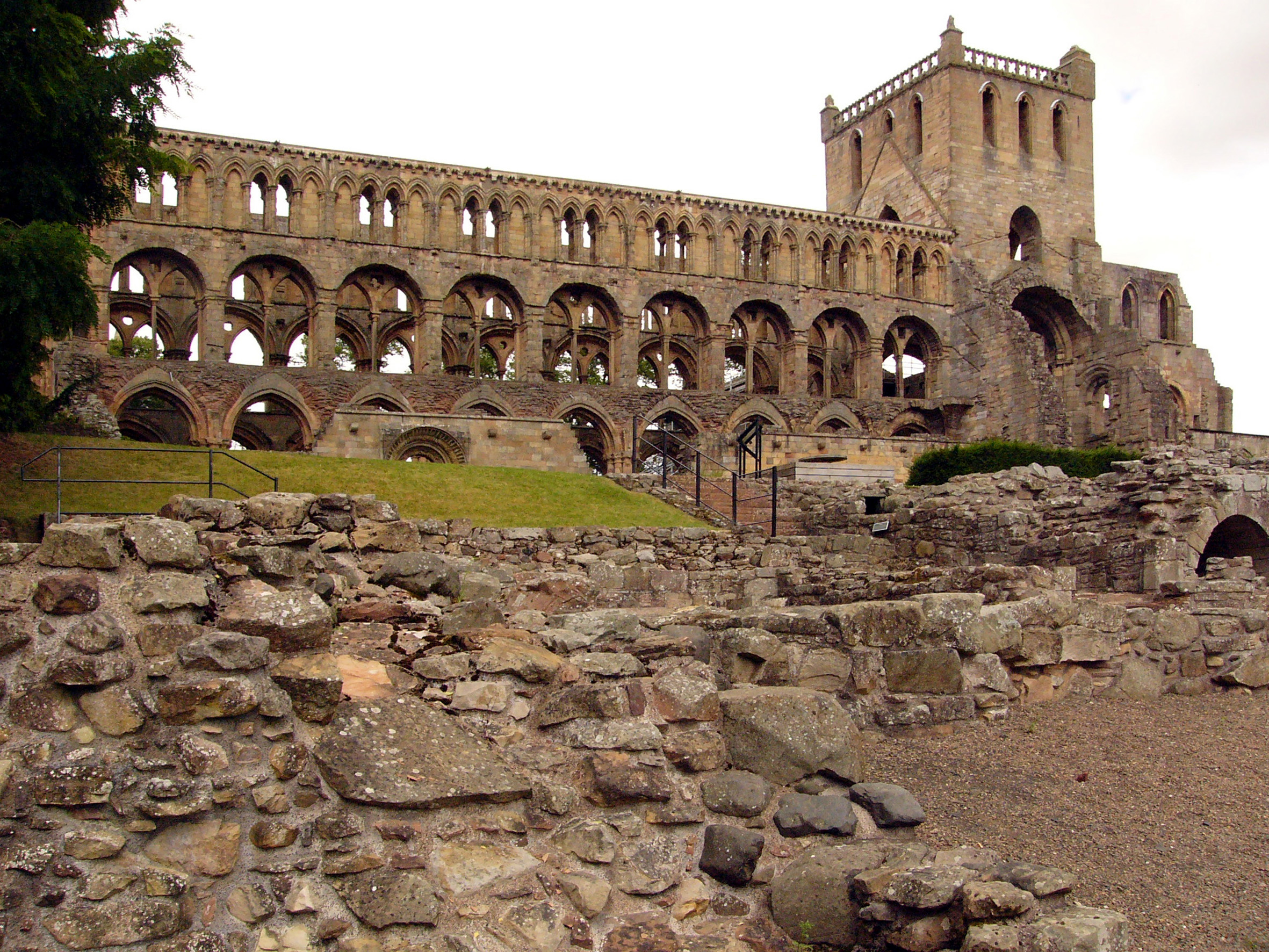
Gesamtansicht

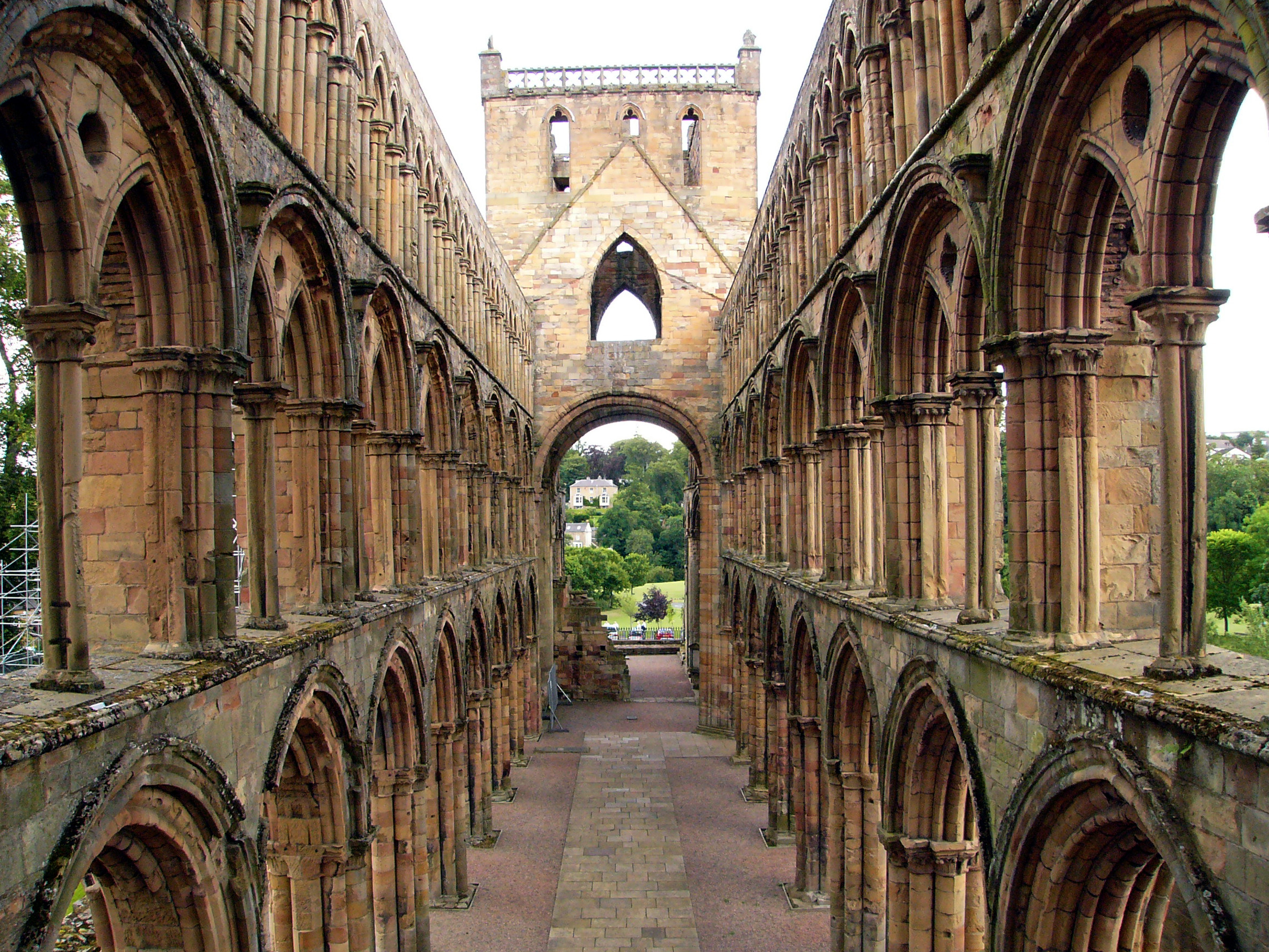
Jedburgh Abbey – Langhaus

Jedburgh Abbey ist die Ruine eines Augustinerklosters in Jedburgh, einer Kleinstadt in der Region Scottish Borders. Die Abtei wurde im 12. Jahrhundert im Auftrag von David I. von Schottland gegründet.

## Lage
Die Jedburgh Abbey liegt ungefähr 10 km nordwestlich der schottisch-englischen Grenze am Flüsschen Jed Water, einem Nebenfluss des River Teviot in einer Höhe von ca. 87 m. Im Umkreis von etwa 20 km liegen die sehenswerten Abteiruinen von Melrose, Kelso und Dryburgh.

## Geschichte
In der Mitte des 9. Jahrhunderts gab es zwei Orte namens Gedworth (alte Bezeichnung von Jedburgh, das insgesamt 83 verschiedene Namensvariationen hatte), das eine ist das heutige Jedburgh, das andere lag ungefähr 7 km südlicher. Ecgred, von 830 bis 845 Bischof von Lindisfarne, war der Gründer der beiden Orte und erbaute hier die erste Kirche der Gemeinde. Im Jahr 1118 beorderte David I. nach seiner Thronbesteigung Augustinermönche aus Bouhy (Frankreich) hierher und begründete dadurch das Kloster. Das neu gegründete Ordenshaus bekam für die ersten Jahre den Rang einer Priorei, später den eines Klosters und – nach dem Tod König Davids I. um 1147 – den einer selbständigen Abtei, geweiht der heiligen Jungfrau Maria (St Marys Abbey).
Die Könige Malcolm IV. und Wilhelm der Löwe erneuerten die Privilegien der Abtei; der Abt von St Marys wurde in das schottische Parlament berufen. Kirchenschiff und Chor wurden im 13. Jahrhundert erbaut und König Alexander III. heiratete hier 1285 Yolande de Dreux. Das Bauwerk galt als eines der schönsten Beispiele normannischer und frühenglischer Architektur.
Neben Ländereien und Kapellen in Südschottland besaß Jedburgh Abbey große Besitztümer in Northumberland. Deshalb musste der Abt 1296 dem englischen König Eduard I. bei einem Hoftag in Berwick-upon-Tweed Gefolgschaftstreue schwören. Eduard wollte in die Leitung der Abtei eingreifen und ernannte noch im selben Jahr einen neuen Abt. Nach der Niederlage des Earl of Surrey bei Stirling gegen William Wallace wurde die Abtei als Vergeltung von den Engländern geplündert und verwüstet. Robert the Bruce (reg. 1306–1329) ließ sie während seiner Regierungszeit wiederherstellen, sie fiel jedoch 1346, nach der schottischen Niederlage in der Schlacht von Neville’s Cross, wieder in die Hände der Engländer. Im Jahr 1370  wurde sie im Auftrag von König David II. von Schottland mit einem Querschiff erweitert.
In den Jahren 1410, 1416 und 1464 wurde das Kloster durch den Earl of Warwick mehrmals zerstört; im Jahr 1523 nochmals, ebenso wie die Ortschaft Jedburgh. Im späten 15. Jahrhundert gründeten die Mönche der Abtei die Jedburgh Grammar School. Der Beginn der schottischen Reformation um 1560 war das Ende der großen Abbey of St Mary of Jedburgh.
Während der Reformationszeit wurde den Mönchen erlaubt, im Kloster zu verbleiben, die Kirche wurde allerdings als Gotteshaus für die reformierte Gemeinde benutzt. Im Jahr 1671 wurde ein Teil des Hauptschiffes aus Sicherheitsgründen gesperrt, 1871 dann zur Gänze und eine neue Gemeindekirche wurde errichtet. Trotz Renovierungsversuchen wurde die Abtei schließlich im Jahr 1917 Jahren dem Staat übergeben und befindet sich heute in der Obhut von „Historic Scotland“.

## Architektur
Die dreischiffige und mit einem Querschiff (transept) versehene Abteikirche zeigt den typischen dreigeschossigen Wandaufriss der frühen Gotik, bei dem die Bögen nur leicht angespitzt sind. Den Schnittpunkt bildet ein schmuckloser, erhöhter und zur Kirche hin offener Vierungsturm. Die Westfassade mit ihrem zurückgestuften Rundbogenportal wird durch eine elegante zwölfblättrige Fensterrose überhöht.